# Таифалы
Таифалы (тайфалы; лат. Taifali, Thaifali, Taiphali) — древнегерманское племя, принадлежащее, по мнению некоторых авторов, к остготской группе. К III веку поселились в Северном Причерноморье, откуда во второй половине IV в. были вытеснены гуннами и приняли участие в Великом переселении народов.

## Упоминания в источниках
Согласно Иордану (§ 91), во времена императора Филиппа вместе с готами Остроготы участвовали в осаде Маркианополя.
В 358 году помогали императору Констанцию в его борьбе с сарматами-язигами.
«О тайфалах рассказывают, - писал Аммиан Марцеллин, - что это поганое племя погрязло в гадких пороках, так что у них мужчины вступают в мужеложную связь с юношами, которые и проводят свои молодые годы в этом позорном общении. Если же то-то из этих последних, возмужав, один на один поймает кабана или убьёт огромного медведя, то освобождается от этой противоестественной скверны».
Во время нашествия гуннов, вслед за вестготами с разрешения императора Валента, перешли Дунай и участвовали в борьбе вестготов с ним же. Их упоминает Амвросий Медиоланский, описывая ситуацию на границах империи после начала гуннского нашествия: «Гунны восстали против аланов, аланы против готов, готы против тифалов и сарматов … и это не конец. Везде голод, чума среди животных и людей, […] Вы можете видеть, что мы стоим перед концом света».
Часть племени ещё до битвы при Адрианополе примкнула к готским отрядам Фарнобия для грабительских набегов на правобережье Дуная. Эти тайфалы были разбиты в Иллирике магистром армии Грациана Фригеридом. Часть племени была поселена в Северной Италии - в Мутине, Регии и Парме, получив землю для обработки.
Аврелий Виктор упоминает тайфалов во Фракии и Дакии.
Впоследствии тайфалы появляются в окрестностях Пуатье, к югу от Луары, куда какая-то их часть была переселена римлянами. Григорий Турский рассказывает (IV, 18), что здесь они подняли восстание (не ранее 564 года) против притеснявшего их герцога Австрапия.
Тайфалы упоминаются Григорием ещё раз (V, 7), когда он сообщает, что один из них, по имени Сенох, стал клириком в Турской области и прославился делами благочестия.